# Believe in Me (Lenny Kravitz)
Believe in Me è una canzone di Lenny Kravitz, proveniente dal suo sesto album studio, intitolato Lenny, pubblicato nel 2001. Il brano venne estratto come singolo nel 2002.

## Video
Il video viene presentato con Lenny Kravitz che canta in un locale con sfondo rosso davanti a delle ragazze. Alcune riprese si alternano con Lenny Kravitz insieme a quella che probabilmente è la sua ragazza, e scene in cui si allena facendo pugilato. Inoltre appaiono delle immagini della Vergine Maria e di Gesù Cristo crocifisso. Il video finisce con Lenny Kravitz che balla insieme ad alcune ragazze che si trovano nel club ed una folla di persone che assistono.

## Tracce
1. Believe in Me
2. Yesterday Is Gone (My Dear Kay)
3. Million Miles Away
4. Stillness of Heart (video)

## Classifiche
| Classifiche (2002) | posizione più alta |
| ------------------ | ------------------ |
| Austria            | 42                 |
| Belgio (Fiandre)   | 58                 |
| Germania           | 14                 |
| Italia             | 10                 |
| Paesi Bassi        | 10                 |
| Portogallo         | 6                  |
| Svizzera           | 29                 |